# Walter Gotschke
Walter Gotschke (14. října 1912, Horní Benešov – 28. srpna 2000) byl německý malíř a grafik.

## První roky
Walter Gotschke se narodil 14. října 1912 jako šesté ze sedmi dětí v rodině kovářského mistra v Horním Benešově, okres Bruntál. Horní Benešov se nacházel v tehdejším rakouském Slezsku, které roku 1918 po první světové válce patřilo k nově vzniklému Československu. Od nejútlejšího dětství kreslil jako posedlý, nejprve zvířata ve svém okolí, od svých jedenácti let pak začal kreslit tehdejší automobily.
V letech 1928–1932 studoval Gotschke architekturu a pozemní stavitelství na odborné škole stavební v Brně, před jejichž branami se roku 1930 konala první Masarykova Grand Prix. V roce 1931 se konal další závod a při té příležitosti vypsala Česká automobilová asociace soutěž o nejzdařilejší reklamní plakát. V této soutěži Gotschke zvítězil a získal tak volný vstup na všechny závody.
Gotschke tvořil své skici a ty byly uveřejňovány v novinách. Po ukončení studia se Walter Gotschke nevěnoval architektuře, ale pracoval jako grafik na volné noze. Na jaře roku 1938, kdy se vyostřila politická situace v Československu a Rakousko bylo připojeno k německé říši, podnikl Gotschke cestu do Německa a snažil se nalézt práci u některé automobilové firmy. Tu získal 1. června téhož roku u firmy Daimler-Benz ve Stuttgartu. Jeho práce spočívala ve vytváření technických výkresů, různých prospektů a značení leteckých a lodních motorů. Koncem roku 1939 se Gotschke oženil s dcerou brněnského profesora Erikou Krohmerovou a společně odcestovali do Stuttgartu. Rok poté vytvořil pro firmu Benz v rámci soutěže kalendář, u jehož výroby použil malířskou techniku s kvašovými barvami, která pro něj zůstala typická až do konce života.

## Válečná léta
V roce 1940 byla při reorganizaci výroby pro válečné účely omezena činnost reklamního oddělení firmy Daimler-Benz a Gotschke byl propuštěn. Krátkou dobu pracoval jako grafik na volné noze pro různé časopisy a vydavatelství. V červenci 1941 musel narukovat a byl přidělen do propagandistické jednotky, která sledovala postup tankových divizí při útoku na SSSR. Pro časopis Signal vytvořil řadu kreseb zachycujících boje německých divizí a jejich postup od hranic až k Leningradu. V roce 1942 obdržel Carl Schnebel Preis, udělovanou každoročně v oboru kresby pro válečné zpravodajství. V listopadu 1942 se přesunul Gotschke do Francie, kde mimo jiné zachytil na sérii kreseb potopení části francouzské flotily v přístavu Toulon a demontáž jiných lodí v Marseille.
V roce 1943 nakladatelství A. Daehler-Verlag dodalo z pověření OKH k narozeninám Adolfa Hitlera mapu ruského tažení, která byla doprovázena Gotschkeho kresbami. Ty zaujaly Hitlera natolik, že projevil zájem se s jejich autorem setkat. Gotschke byl tedy z Francie převelen zpět do Německa, k setkání s vůdcem však nikdy nedošlo. Přijal ho pouze generálplukovník Guderian a Gotschke byl přidělen k tankové škole v Postupimi. V roce 1943 se mu narodila druhá dcera (první 1941). Jeho žena Erika byla ale spolu s dětmi evakuována do Karlovic ve Slezsku. Ovšem v lednu 1945 se při požáru obě děti otrávily kouřem. Gotschke pak doprovázel svou ženu do Tyrol. Protože ji chtěl zůstat na blízku, přihlásil se u tamního švábského pěšího pluku. Následně byl pověřen činností lavinové hlídky a vypomáhal zároveň místním sedlákům jako pasák dobytka. Po německé kapitulaci se jako voják dostal do amerického zajateckého tábora. Odtud byl brzy propuštěn. Nemohl se však už vrátit do Sudet a proto si našel nový domov v Tyrolech. Zpočátku sice opět pásl krávy, ale netrvalo dlouho a jeho skici vycházely v Tiroler Tageszeitung.

## Automobily
Postupně se opět díky svým pracím prosadil do obecného povědomí a získával nové zakázky. Stěhuje se do Stubaitalu, kde si zřizuje malý ateliér a v únoru 1946 se mu narodí třetí dcera. Pro jeho další práci je důležitý zážitek, kdy v Bregenzu potkal kolonu amerických aut směřujících na slavnosti do Švýcarska. Od roku 1949 opět pracuje převážně pro firmu Daimler-Benz a stěhuje se do Stuttgartu. V roce 1951 pak uveřejňuje v časopise Das Auto článek „Automobilarchitektur – Eine fast zu späte Betrachtung der Formprobleme im Automobilbau“. Předseda Daimler-Benz považoval článek za veřejnou kritiku svých produktů a následně ukončil spolupráci s Gotschkem. Automobilový průmysl však Walter neopustil. Angažoval ho Ford Deutschland jako grafika pro propagaci nového Fordu Taunus M. V další letech pak spolupracoval s firmami MAN, Klockner-Humboldt-Deutz (Magirus Deutz), Kassbohrer, Shell, Maybach, Goodyear, Gulf Benzol, Austin, Ford England, Fiat, Nissan, Marwitz-brillen, Volkswagen, Clymer Publications a mnoha dalšími. V únoru 1955 se mu narodil syn.
Protože od šedesátých let nahrazuje v reklamě kresby fotografie, posouvá se těžiště Gotsckeho práce k ilustracím v motoristických časopisech jako Motor-Revue, ams, Sports-Illustrated, Quattroroute, Road&Track, Automobile Quarterly. V roce 1976 zemřela jeho žena Erika Gotschke na rakovinu žaludku. V roce 1981 si vzal svou neteř Gerhild Drücker. O jeho práce se začali zajímat sběratelé automobilového umění, byly představovány na výstavách a stal se členem Automotive Fine Art Society (AFAS). V osmdesátých letech ho začaly pronásledovat problémy se zrakem a v roce 1985 zcela oslepl. Na počátku devadesátých let se stáhl do ústraní, spolu se svou druhou ženou se odstěhovali na venkov, kde 28. srpna 2000 zemřel.